# Shell Point
Shell Point es un lugar designado por el censo ubicado en el condado de Beaufort, en el estado estadounidense de Carolina del Sur. La localidad en el año 2000 tiene una población de 2.856 habitantes en una superficie de 20 km², con una densidad poblacional de 180.4 personas por km². 

## Geografía
Shell Point se encuentra ubicado en las coordenadas 32°23′00″N 80°44′33″O / 32.383335, -80.742372. Según la Oficina del Censo, el pueblo tiene un área total de 20 km² (7,7 mi²), de la cual 15,8 km² (6,1 mi²) es tierra y 4,2 km² (1,6 mi²) (20.85%) es agua.

### Localidades adyacentes
El siguiente diagrama muestra a las localidades en un radio de 12 kilómetros (7,5 mi) de Shell Point.

## Demografía
En el 2000 la renta per cápita promedia del hogar era de $39.957, y el ingreso promedio para una familia era de $50.284. El ingreso per cápita para la localidad era de $17.222. En 2000 los hombres tenían un ingreso per cápita de $25.920 contra $23.490 para las mujeres. Alrededor del 9.70% de la población estaba bajo el umbral de pobreza nacional. 